# Беггон (граф Парижа)
Беггон I (*Begon de Paris, бл. 755/756 — 28 жовтня 816) — граф Тулузький у 806—816 роках та граф Паризький у 811—816 роках.

## Життєпис
Походив з роду Жерардідів. Другий син Жерара I, графа Парижу, та Ротруди. Вперше згадується у 794 році. Входив до почту Людовіка, короля Аквітанії.
У 801 році, серед інших франкських військовиків, брав участь в поході проти Кордовського емірату, під час якого була здобута Барселона. Саме Беггона Людовик, король Аквітанії, спрямував до імператора Карла Великого доповісти про цю перемогу. Одружився приблизно 806 на незаконній доньці короля Людовіка. У деяких джерелах згадується як скарбник останнього.
У 806 році Людовік призначив Беггона графом Тулузи і маркізом Септіманії замість Вільгельма I, що пішов до монастиря. Після смерті старшого брата Стефана успадкував Паризьке графство, куди і перебрався.
Був покровителем і благодійником Церкви. Ще під час свого перебування в Аквітанії він відновив абатство Алаон в Рібагорсі, а пізніше відновив і за допомогою Бенедикта Аніанського реформував монастир Сен-Мавр-де-Фоссе. Він помер у 816 році. Після цього графом Тулузьким призначено небожа Беггона — Беренгера, а Паризьке графство перейшло у спадок синові Левтгарду II.

## Родина
Дружина — Альпаїс, позашлюбна донька Людовіка I, імператора Франкської імперії.
Діти:
- Левтгард II (806—861/871), граф Паризький
- Ебергард (808—бл. 871)
- Ігельтруда, дружина Унроша I, маркграфа Фріульського
- Сюзанна, дружина Вілфарда, графа Флавіньї
- Ландрада, дружина Доната I, графа Мелюна